# Dhanauri
Dhanauri (nepalski: धनौरी) – gaun wikas samiti w zachodniej części Nepalu w strefie Rapti w dystrykcie Dang Deokhuri. Według nepalskiego spisu powszechnego z 2001 roku liczył on 1516 gospodarstw domowych i 8668 mieszkańców (4313 kobiet i 4355 mężczyzn).